# Cedar Fort
Cedar Fort – miasto w Stanach Zjednoczonych, w stanie Utah, w hrabstwie Utah.